# أوغستين غونزاليس دي أميزوا يي مايو
أوغستين غونزاليس دي أميزوا يي مايو أكاديمي إسباني، وعضو في الأكاديمية الملكية الإسبانية، والأكاديمية الملكية للتاريخ، والأكاديمية الملكية للفقه والتشريع. اشتهر بأنه مؤرخ للأدب تخصص في العصر الذهبي الإسباني، وخاصة في أعمال ثيربانتس ولوبي دي فيغا. شغل العديد من المناصب العلمية الهامة خلال الفرانكوية المبكرة، وخاصة في المجلس الأعلى للبحوث العلمية. من الناحية السياسية، أيد القضية التقليدية، أولًا كمتكامل ثم كمقاتل كارلي، في أوائل الأربعينيات من القرن العشرين كان في السلطة التنفيذية الوطنية للكومونيون التقليدي. في منتصف عشرينيات القرن العشرين، كان عضوًا في مجلس بلدية مدريد.

## مؤرخ الأدب
على الرغم من أن مهنته هي المحاماة، فقد نمّى أميزوا اهتمامه بالآداب والتاريخ. استوحى اهتمامه في الغالب من عمه المثقف رامون نوسيدال والتقى ضيوفه خلال الجلسات الفكرية الأسبوعية، تواجد مارثيلينو مينينديث أي بيلايو في معظمها، على الرغم من فارق السن، أصبح الاثنان صديقين مقربين. ركز أميزوا في بحثه حصريًا تقريبًا على ما يسمى العصر الذهبي الإسباني واعترِف به كدّارس لثيربانتس. في عام 1909 كافأته الأكاديمية الإسبانية للغات بميدالية ذهبية على طبعته النقدية لكل من زواج مخادع وحوار الكلاب لثيربانتس، والذي نُشر عام 1912. لكن عمله الرئيسي كان ثيربانتس مبتكِر الرواية الإسبانية القصيرة عام 1956، وهو إصدار متعدد المجلدات لقصص ثيربانتس مع مقدمة تحليلية مبتكرة وضخمة. قدم أو ساهم في عدد من الدراسات أو أعاد النشر ونشر عددًا قليلًا من المقالات القصيرة عن مؤلف دون كيخوتي في الصحافة الشعبية.
كان لوبي دي فيغا من بين المؤلفين المفضلين لدى أميزوا. برز عمله خطابات لوبي دي فيغا كاربيو (1935-1943)، وهو منشور من أربعة مجلدات لمراسلات لوبي مصحوبة بدراسة تحليلية مكثفة ودقيقة. كان ذلك العمل أصغر بكثير هو مخطوطة ومجموعة غير معروفة من الأعمال الكوميدية للوبي دي فيغا كاربيو 1945، وهو إصدار من القطع المسرحية غير المنشورة سابقًا. كانت خاطف ابنة لوبي دي فيغا عام 1934، دراسة تاريخية-أدبية حول حادثة غامضة من حياة لوبي. كانت مؤلفاته كاملة مع عدد من الأعمال الثانوية، نُشرت كمقدمة لأعمال لوبي دي فيغا المعاد تحريرها أو كمقالات في المراجعات العلمية أو في الصحف اليومية.
من بين الدراسات التي تناولت مؤلفين آخرين للعصر الذهبي الإسباني كانت دراسة هامة لها وزنها تكوين وعناصر الرواية القضائية عام 1929، وهي دراسة عن ظهور نوع أطلق عليه اسم «رواية مجاملة»؛ أشار إلى ثلاث من سماتها النموذجية، وهي البيئة الحضرية، والشخصيات الأرستقراطية، والحبكة «ذات الدوافع المثيرة». درس وحرر ونشر أعمال مؤلفين منسيين إلى حد ما، مثل خوان روفو (1923)، وخوان إنريكيز دي زونيغا (1932)، وأنطونيو دي توركويمادا (1943)، وألونسو دي مينيسيس (1946)، وأندريس ري دي أرتييدا (1947)، وخوان بيريز دي مونتالبان (1949)، ودييجو دي سان بيدرو (1952)، وخوان دي فلوريس (1954). تشمل الأعمال الثانوية الأخرى دراسات مخصصة لمينينديز بيلايو، وفن صياغة الحروف، والمناقشات الجدلية، والاستقبال الإسباني لدانتي ومواضيع أخرى. تتكون مساهمة أميزوا في تاريخ الأدب الإسباني أيضًا من شغفه الوثائقي. ورث مجموعة نوسيدال الضخمة من المطبوعات القديمة ووسعها في غضون العقود التالية، واشترى المخطوطات والكتب القديمة، وحصل على مجموعات خاصة، على سبيل المثال المراسلات بين بينيتو بيريث جالدوس وإميليا باردو باثان. تبرع بالمجموعة الكاملة للأكاديمية الملكية الإسبانية في عام 1953.

## علم التاريخ والصحافة والنظرية السياسية
بعد الأدب، ساهم أميزوا ببعض الأعمال عالية الجودة في مجال آخر ألا وهو علم التأريخ. أهم الأعمال: دراسة متعددة المجلدات عن ملكة عصر النهضة الإسبانية إيزابيل من فالوا (1949)؛ كما قدم للحاكم نفسه مقالة ثانوية. دراسة رئيسية أخرى كانت معركة لوسينا والصورة الحقيقية لبوابديل عام 1915، تحليل من 200 صفحة لحادثة من الفترة المتأخرة جدًا من سقوط الأندلس. الأعمال المتوسطة الحجم هي مغامرات وتأملات لمحامي قشتالي في كورتيس مدريد (1945) ونموذج لرجال الدولة. مركيز دي لا إنسيندا عام 1917، هذا الأخير تجاوز بشكل فريد فترة العصر الذهبي. المساهمات الطفيفة هي مقالات منتشرة في الدوريات العلمية وتتناول جوانب مختلفة من إسبانيا القرن السابع عشر، بما في ذلك اللوائح البلدية، وأوائل قوات الشرطة، والشخصيات البارزة أو السفر. أعد أميزوا أيضًا عددًا من المنشورات، بما في ذلك مجموعات من وثائق العصر الحديث، وأعاد طبع الكتب القديمة أو المجموعات الببليوغرافية.
منذ أوائل القرن العشرين وحتى الثلاثينيات من القرن العشرين، نشر أميزوا نحو ثلاثين مقالة تركز على الثقافة في إل سيغلو فوتورو، وعادة ما تكون غير موقعة أو موقعة باسم مستعار «زوما». في الأربعينيات والخمسينيات من القرن العشرين، ساهم ببعض القطع 100 في أبسي ولا فانغورديا؛ وبصرف النظر عن بعض الاستثناءات، فقد تناولت جميعها تاريخ الأدب والثقافة، وإن كان بعضها يحتوي على نغمات سياسية، تتعلق مثلًا بجبل طارق. كان تركيزه الخاص على علم المعاجم وكشف أنه يتطلع إلى دور معياري؛ شن أميزوا حملة ضد الكلمات الأجنبية أو الإقليمية ودعا إلى نقاء اللغة، حاول اختراع كلمات من المفترض أن تحل محل التدخلات الأجنبية، مثل كلمة Christmas والتي تعني عيد الميلاد اقترح مقابلها navideña (صفة)، وكلمة folklore التي تعني فلكور مقابلها popularismo. يصفه عالم معاصر بأنه «محب للإسبانية الخالصة، ومزارع بأسلوب قديم». كانت النظرية السياسية مجالًا آخر من مجالات نشاط النشر لدى أميزوا، كما هو الحال في الأدب وعلم التاريخ، وبرع في العمل التحريري وتقديم التعليقات التمهيدية أو التحليلية. كان هذا هو الحال مع أعمال دون رامون دي نوسيدال (1907 -1914)، الذي جمع المقالات وأعمال المخطوطات وخطابات كورتيس لسيد شبابه. مثال آخر هو مقدمة إلى السياسة العامة من قبل خوان فاسكيز دي ميلا، (1932)، والتي أدرِجت بالفعل كمنشور دعائي تقليدي بمساهمات كوندي رودزنو، وفيكتور براديرا، وسلفادور مينغيخون أو ميغيل فرنانديز بينيافلور وهناك أيضا قطع ثانوية أخرى. أعيد نشر معظم أعماله الأصغر، بما في ذلك تلك من تاريخ الأدب، أو نُشرت في ثلاثة مجلدات من كتيبات تاريخية أدبية (1951 -1953). حدد أحد الباحثين في الكتابة في عام 1958 أعماله التسعة والسبعين في المجموع، ولكن مؤخرًا وصل طالب آخر إلى 250 عنوانًا.

## بين التكاملية والكارلية
دعم والدا أميزا سياسيًا الفرع التقليدي، منذ ثمانينيات القرن التاسع عشر المعروف باسم التكاملية. عندما كان شابًا، تأثر أوغستين بصورة خاصة بمرشده وعمه، رامون نوسيدال ذو الشخصية الجذابة. كانت العائلات مقربة وقضى أميزوا ساعات في مكتبة نوسيدال الضخمة؛ كما شهد ولو قليلًا جلسات فكرية نظمت هناك واستوعب بشكل طبيعي النظرة التكاملية. بدأ بالفعل خلال حياة نوسيدال في تحرير ونشر أعماله، بعد وفاة نوسيدال في عام 1909 أكمل المهمة في عام 1914. منذ عام 1905، وخلال العقدين الأول والثاني من القرن العشرين، استمر في المساهمة في جريدة التكاملية الرئيسية، إل سيغلو فوتورو ومقرها مدريد. وقع على مواد قليلة فقط. معظمها غير موقعة أو موقعة بأسماء مستعارة. ومع ذلك، فقد ظل بعيدًا عن السياسة والأيديولوجيا في مساهماته، وركزت نحو ثلاثين مقالة على الثقافة والأدب الإسباني الكبير.